# عبد الله غل
عبد الله غل (بالتركية: Abdullah Gül)‏ ولد في 29 أكتوبر 1950 في قيصري، وهو اقتصادي وسياسي تركي، والرئيس الحادي عشر للجمهورية التركية من 28 أغسطس 2007 حتى 28 أغسطس 2014. وخلفه رجب طيب أردوغان.

## بداية حياته
ولد غل في 29 أكتوبر 1950 في قيصري. واسم والده أحمد حمدي جول، ووالدته عدوية صات أوغلو.
بعد انتهائه من التعليم الابتدائي بمدرسة غازي باشا، والثانوي بمدرسة الأئمة والخطباء، تخرج في كلية الاقتصاد جامعة إسطنبول عام 1972 ثم حصل على درجة الماجستير، وذهب بين 76-1978 إلى جامعة لندن لجمع المادة العلمية اللازمة لرسالة الدكتوراه؛ مما مكنه من إجادة الإنجليزية تماما. وحصل على درجة الدكتوراه في موضوع: تطور العلاقات الاقتصادية.

## عمله
وفور عودته من إنجلترا وحصوله على درجة الدكتوراه، عيّن مدرسا للاقتصاد بقسم الهندسة الصناعية بجامعة صقاريا في شمال تركيا على البحر الأسود، لكنه ما لبث في 1980 أن ألقت الشرطة العسكرية القبض عليه وفقا لتعليمات الجنرال كنعان إيفرن بتهمة الانتماء لمجموعة «السنجق»، فقضى عدة أشهر بسجن «متريس» الشهير في إسطنبول رغم انه لا يزال في الأيام الأولى لزواجه من «خير النساء».
عمل من 83-1991 في بنك التنمية الإسلامي بجدة كخبير اقتصادي، مما مكنه من الإلمام بالعربية، وفي عام 1991 حصل على درجة أستاذ مساعد في الاقتصاد الدولي.
و في نفس العام أي سنة 1991 انتخب نائبًا لحزب الرفاه عن منطقة صقاريا. ومن 1991 حتى 1995 أصبح عضواً في لجنة التخطيط والمالية النيابية ومن 1995 حتى 2001 عضواً في لجنة الخارجية البرلمانية. بعد حل حزب الرفاه سنة 1999 أصبح عضوًا في حزب الفضيلة وبعد منع حزب الفضيلة التركي بعام 2000 أسس حزب العدالة والتنمية سنة 2001 مع صديقه رجب طيب أردوغان ودخل البرلمان مجددًا تحت علم الحزب الجديد وأعيد انتخابه مرة أخرى سنة 2007 بعد الأزمة الدستورية التي حصلت بشأن انتخاب رئيس الجمهورية والتي كان مرشحاً لها وذلك عندما رفض الجيش التركي والأحزاب العلمانية ترشحه لمنصب الرئاسة. لكنه انتخب رئيساً لتركيا في 28 أغسطس 2007 وذلك في الجولة الثالثة للتصويت وبعد حصوله على أكثر من نصف أصوات البرلمان كما نص عليه الدستور.

## تاريخه السياسي
لقد شب عبد الله فرأى والده أحمد حمدي غول الأناضولي المتديّن، عضوا في حزب السلامة الوطني بزعامة أربكان، وعضوا مرشحا للمجلس النيابي في 1973، كما يمكن أن نقول إنه تربى على أفكار الزعيم نجم الدين أربكان، فقد كان عبد الله شابا واعيا في التاسعة عشرة حين بدأ أربكان حملته عام 1969 للحفاظ على الهوية الشرقية الإسلامية لتركيا؛ ولذا فإنه انضم لحزب الرفاه عند ظهوره، لأنه وجد في أربكان الزعيم الذي يحلم به وفي الرفاه الحزب الذي يرضي حسه الإسلامي.
واللافت للنظر أن ممن أثروا على غول كذلك عدد من الأدباء والشعراء مثل الشاعر جميل مَريتش، وكذلك الشاعر الراحل نجيب فاضل الذي تربى على يديه جيل مسلم بأكمله في تركيا، وقد كان أول تعرفه عليه حين ذهب نجيب فاضل لمحافظة قيصري في لقاء فكري وثقافي مدعواً من قبل نادي فكر الشرق الكبير الذي كان غول أحد أعضائه، كما أثرت فيه عدة شخصيات أكاديمية مثل الدكتور نوزت يالجين طاش، الذي منحه درجة الدكتوراه في الاقتصاد، وكذا رجل الاقتصاد الدكتور صباح الدين زعيم.
في مرحلة مبكرة من شبابه انضم لمجموعة أطلق عليها «نادي فكر الشرق الكبير»، كما كان عضوا في «اتحاد الطلاب الأتراك»، وانتخب عضوا برلمانيا لحزب الرفاه عن محافظة قيصري 1991، ثم مسؤول العلاقات الدولية بحزب الرفاه 1993، ومن 1995- 2001 كان عضوا في لجنة العلاقات الخارجية بالبرلمان التركي.
حصل على ميدالية شرفية كعضو دائم بالمجلس الأوروبي، كما مثل تركيا في برلمان الدول الأعضاء بحلف الأطلنطي، وطالما عبر عن دعمه في البرلمان لقضايا دول مسلمة مثل: الجزائر، والبوسنة، والشيشان، كما يصفه البعض بأنه أحد مهندسي مشروع حكومة حزب الرفاه «مجموعة الثمانية الاقتصادية الإسلامية».
يعد عبد الله غول واحداً من أبرز العناصر الشابة التي ظهرت في حزب الرفاه (المحظور) عام 1991 كعضو برلماني عن محافظة قيصري بوسط الأناضول التركي، لدرجة أن الإعلام التركي قد أطلق عليه تعبير «أمير» -على أساس أنه أحد الشباب المقربين من أربكان الملك- فقد عينه وزيرا للدولة للشؤون الخارجية وقضايا العالم الإسلامي، ومتحدثاً رسميا في الحكومة الائتلافية التي تشكلت بين عامي 96-1997م.
ولم يمنع احترام غول لأستاذه قوطان وزعيمه أربكان من الاختلاف معهم في الرأي وأن يقوم هو ورجب طيب أردوغان بقيادة حركة تجديدية داخل التيار الإسلامي في تركيا، وبالفعل ترشح غول في مايو 2000 لرئاسة حزب الفضيلة ضد قوطان في سابقة تاريخية في الأحزاب الإسلامية أن يتنافس أكثر من مرشح، لكن تأييد أربكان الزعيم الإسلامي التاريخي لخليفته قوطان أفشل مساعي التجديديين في النجاح.. فأعلن غول عن قيام حزب العدالة والتنمية عام 2001م.

## وصلات خارجية
- عبد الله غل على موقع الموسوعة البريطانية (الإنجليزية)
- عبد الله غل على موقع مونزينجر (الألمانية)
- عبد الله غل على موقع إن إن دي بي (الإنجليزية)
- الدور الإقليمي المرتقب لتركيا في المنطقة، برنامج بلا حدود، قناة الجزيرة، 12 أكتوبر 2005م
- عبد الله غل.. تركيا وحزب العدالة والتنمية، برنامج لقاء خاص، قناة الجزيرة، 22 نوفمبر 2002